# Kurt Lange (Ingenieur)
Kurt Lange (* 13. Dezember 1919 in Osnabrück; † 1. August 2009) war ein deutscher Ingenieur und Hochschullehrer.

## Leben und Wirken
Lange studierte an den Technischen Hochschulen in Hannover und Braunschweig zwischen 1939 und 1948 Maschinenbau. Sein Studium war von Oktober 1940 bis Juni 1945 unterbrochen durch seinen Wehrdienst in der Wehrmacht. Von 1949 bis Oktober 1957 war Lange als wissenschaftlicher Mitarbeiter bei Otto Kienzle an der TH Hannover tätig. Er promovierte 1953 zur Thematik Die Arbeitsgenauigkeit beim Gesenkschmieden unter Hämmern. Seit 1953 war er Leiter der Forschungsstelle Gesenkschmieden. Nach seiner Habilitation zur Thematik Die Fertigungsbelange des Gesenkschmiedens und ihre wissenschaftliche Weiterentwicklung wechselte er im Oktober 1957 als Mitarbeiter in die Daimler-Benz AG in Stuttgart-Untertürkheim, wo er bis März 1963 Leiter einer Abteilung für die umformende Fertigung von Motor- und Fahrgestellteilen wurde. Parallel dazu hatte er Lehraufträge an den TH Hannover und Karlsruhe. Im März 1963 wurde er als Professor an die heutige Universität Stuttgart, wo er die Leitung des Instituts für Umformtechnik (IfU) übernahm, berufen. Er wurde eine der prägenden Persönlichkeiten der Umformtechnik in der zweiten Hälfte des 20. Jahrhunderts. Sein vierbändiges Handbuch der Umformtechnik ist bis heute ein Standardwerk seines Fachgebietes. Als Gastdozent war er im Sommerhalbjahr 1970 an der University of Illinois in Chicago.
Auf seine Initiative hin wurde am 1. November 1974 die heute 20 Lehrstühle umfassenden Arbeitsgemeinschaft Umformtechnik gegründet. Seit 1964 war er Mitglied der WGP, die damals noch Hochschulgruppe Fertigungstechnik (HGF) hieß. Er war weiterhin Mitglied der Internationalen Akademie für Produktionstechnik (CIRP), der er 1985/86 als Präsident vorstand. Er wurde 1988 emeritiert.

## Kurt-Lange-Stiftung
Die „Kurt und Ilse Lange Stiftung“, die „die Intensivierung der fertigungstechnischen Forschung und Entwicklung an der Universität Stuttgart durch Förderung des studentischen und wissenschaftlichen Nachwuchses der Ingenieurwissenschaften zum Ziel hat“, wurde am 9. November 2006 rechtskräftig. Die rund 2000 Euro jährlicher Stiftungssumme wurden Ende 2008 erstmals ausgeschüttet.

## Ehrungen
- 1987: Ehrendoktorwürde der Technischen und Wirtschaftswissenschaftlichen Universität Budapest
- 1988: Mitglied der National Academy of Engineering (USA)
- 1994: Georg-Schlesinger-Preis
- 1999: Preis der Japan Society for Technology of Plasticity
- 1999: Herwart-Opitz-Medaille des Vereins Deutscher Ingenieure (VDI)
- 1999 und 2004: Ehrenkolloquien zu seinem 80. und 85. Geburtstag

## Schriften (Auswahl)
- Die Arbeitsgenauigkeit beim Gesenkschmieden unter Hämmern. Dissertation TH Hannover, 1953
- Die Fertigungsbelange des Gesenkschmiedens und ihre wissenschaftliche Weiterentwicklung. Habilitation. Springer, Berlin 1957
- Umformtechnik: Handbuch für Industrie und Wissenschaft. Band 1–4 (1984–1993). Springer, Berlin / Heidelberg / New York, ISBN 3-540-13249-X.
- Blumen am Wegesrand. Autobiographie. Meisenbach, Bamberg 2003, ISBN 3-87525-194-6